# Parafia św. Wawrzyńca w Czewujewie
Parafia św. Wawrzyńca w Czewujewie jest jedną z 7 parafii leżącą w granicach dekanatu rogowskiego. Kościół parafialny zbudowany w 1890, neogotycki, poewangelicki. Mieści się pod numerem 7.

## Rys historyczny
Parafia powstała w 1976.

## Dokumenty
Księgi metrykalne:
- ochrzczonych od 1880 roku
- małżeństw od 1911 roku
- zmarłych od 1892 roku